# Електрическо свързване на тоководещи части
Електрическо свързване на тоководещи части е практика, използвана в електробезопасността, при която всички открити метални части в помещение, се свързват към заземител, поради опасност да станат проводници на електрически ток и да причинят токов удар.
Осигурява се контур за протичане на тока до земя. Освен за метални части, този метод се използва и при домакинските уреди. Когато възникне дефект в електрическата система на уреда при допир на метален корпус, човек може да попадне под напрежение. При свързването към земя, когато възникне дефект се включва защита и напрежението автоматично се изключва.

## Електрическо свързване на тоководещи части в транспорт
Във въздухоплаването се използва автономен външен захранващ източник, който е свързан със самолета. При плавателните съдове се използва схема, която се състои от част, в която се затваря тока и изолационна част.
Към изолираната защитна система се свързват всички електрически генератори, електромеханични устройства и други електросъоръжения на плавателния съд.